# 加瀬泰美
加瀬 泰美（かせ やすよし、1951年7月2日 - ）は、日本の実業家、ヒゲタ醤油株式会社元代表取締役社長。

## 人物・経歴
1951年7月2日生まれ。千葉県出身。
1975年3月、立教大学経済学部経営学科（現・経営学部）卒業。同年4月、キッコーマン株式会社に入社。
2011年4月、キッコーマン食品株式会社首都圏支社長兼副ナショナル・セールス・マネジャー（営業企画）、同社執行役員に就任。
2019年6月、ヒゲタ醤油株式会社代表取締役社長に就任。